# Jo Sung-mo
Jo Sung-mo (kor. 조성모; ur. 11 marca 1977 w Seulu) – południowokoreański piosenkarz muzyki pop. Jego debiutancki album To heaven sprzedał się w ilości ponad 775 126 egzemplarzy.

## Dyskografia

### Albumy studyjne
Wybrana twórczość
- 1998: To heaven
- 1999: For Your Soul
- 2000: Classic
- 2000: Let Me Love
- 2001: No More Love
- 2003: 가인(歌人)
- 2005: My First
- 2005: Classic 1+1 Grand Featuring
- 2009: Second Hand